# Rigolboche (film)
Pour la danseuse, voir Rigolboche.
Pour plus de détails, voir Fiche technique et Distribution.
Rigolboche est un film musical français réalisé par Christian-Jaque, sorti en 1936.
Le film rend hommage à Rigolboche, célèbre danseuse de french cancan du XIXe siècle. Il est ressorti en 1941 sous le titre : Reine de Paris.

## Fiche technique
- Titre :  Rigolboche
- Réalisation : Christian-Jaque, assisté de François Carron (assistant réalisateur)
- Scénario : Jean-Henri Blanchon (+ dialogue) et Jacques de Bérac
- Photographie : Marcel Lucien
- Montage : William Barache
- Musique : Casimir Oberfeld et Jacques Simoneau (non crédité)
  - chanson :  « Oui, je suis de Paris » (Oberfeld, Bayle et De Lima ; chantée par Mistinguett)
- Décors : Jacques Gotko et Georges Wakhévitch
- Costumes : Jenny Carré
- Son : Robert Bugnon
- Producteur : Jean-Pierre Frogerais
- Société(s) de production : Productions Sigma
- Société(s) de distribution : Les Films Vog
- Pays d'origine  :  France
- Langue de tournage : français
- Format :  Noir et blanc - 1,33:1  - Son mono
- Genre : Comédie musicale
- Durée : 90 minutes (1 h 30)
- Date de sortie :	
  - France : 2 octobre 1936

Sources :  UniFrance  et IMDb

## Distribution
- Mistinguett : Lina Bourget, une chanteuse réaliste obligée de quitter Dakar à cause d'un crime qu'elle croit avoir commis et qui deviendra vedette à Paris
- André Lefaur : Xavier-Martin, comte de Saint-Servan, un vieux noceur qui lui fait la cour
- Jules Berry : Bobby, l'associé de Tabourot, rabatteur pour son tripot clandestin, qui fait engager Lina comme chanteuse
- André Berley : Tabourot, le directeur de la boîte de nuit-tripot
- Georges Tourreil : Lucien Mirvaux, un homme qui fait la cour à Lina à Dakar
- Robert Pizani : Lecor, le croupier du tripot
- Mady Berry : Madame Corbin
- Lino Carenzio : Fredo, une gouape, l'amant de Lina à Dakar
- Charles Lemontier : Saturnin, le régisseur du cabaret
- Amy Collin : la dactylo
- Anthony Gildès : Victor, le domestique du comte
- Georges Paulais : le juge d'instruction
- Joe Alex : un Noir
- Régine Dancourt
- Pedro Elviro